# Calliteara nandarivatu
Calliteara nandarivatu är en fjärilsart som beskrevs av Robinson 1968. Calliteara nandarivatu ingår i släktet harfotsspinnare, och familjen tofsspinnare. Inga underarter finns listade i Catalogue of Life.